# Club Social, Cultural y Deportivo León Carr
El Club Social, Cultural y Deportivo León Carr fue un equipo profesional de fútbol de la ciudad de Pelileo, Ecuador. Fue fundado el 12 de febrero de 1990. Se desempeñaba en la Segunda Categoría del Campeonato Ecuatoriano de Fútbol.
Estaba afiliado a la Asociación de Fútbol Profesional de Tungurahua.

## Historia
El Club León Carr nace en el Barrio Darío Guevara, sector de la Avenida Confraternidad, de la reunión de un grupo de jóvenes visionarios que deseaban participar en los Campeonatos de fútbol del cantón pelileo , es así que la noche del 12 de febrero de 1990 se funda el Club León Carr, nombrando como Presidente al señor Holger Carrasco Llerena, para así realizar la primera participación en el Campeonato de Fútbol que organizaba Liga Deportiva Cantonal de Pelileo en la Segunda Categoría, realizando una participación decorosa.
Paulatinamente el Club siguió participando en los diferentes Campeonatos, es así que el año 1995 logra el Campeonato de la Segunda Categoría, ascendiendo a la Primera Categoría B, manteniéndose en esta categoría.
Con el tiempo y con la dirigencia del equipo se va madurando la idea de que el Club tenga su constitución legal y sea reconocido por el Senader en ese entonces ahora Ministerio del Deporte, así pasar a ser parte de Liga Deportiva Cantonal de Pelileo como equipo jurídico. En 1999 la dirigencia del Club empieza con los trámites ante Liga, Federación Deportiva de Tungurahua y Senader, obteniendo así su vida jurídica el 23 de noviembre de 2000 con Acuerdo ministerial 718; pasando a formar parte de Liga como Club Jurídico.
En 1999 el Club León Carr logra el Campeonato de la Segunda Categoría en el fútbol local para así ascender a la Primera Categoría B, donde hasta hoy se encuentra participando.
En el año 2010 la dirigencia del Club a la cabeza Holger Carrasco Llerena como Presidente del Club León Carr resuelve participar en el Campeonato de Fútbol de Tercera Categoría, organizado por Asociación de Fútbol de Tungurahua, obteniendo el título de campeón de esta categoría para así ascender a la Segunda Categoría del Fútbol Profesional de nuestra provincia, el mencionado equipo estuvo dirigido por Gorky Revelo como director técnico, Erilson Morales como asistente técnico, entre los jugadores están Romario Carrasco, Romel Vallejo, Erilson Morales Jr, entre otros.
Continuando con la participación del Club en el Fútbol Profesional de la provincia en el año 2011 participa en el Campeonato de Segunda Categoría, campeonato en el cual logra la participación de Jacinto "El Chinto" Espinoza un jugador emblemático, el cuerpo técnico dirigido por Gorky Revelo como director técnico, Erilson Morales asistente técnico, obteniendo el vicecampeonato en esta categoría, lo cual le permite ir a participar el Zonal Nacional conjuntamente con el Mushuc Runa Sporting Club, enfrentándose en este Zonal, al Club Aucas de Quito, Juventud Minera de Echandia.
En el 2018 el club dejó de participar en la Segunda Categoría de Tungurahua por deudas que no fueron canceladas finalmente siendo disuelto en el año 2019.
- Datos: Q5774586